# Illinois State Route 105
Die Illinois State Route 105 (kurz IL 105) ist eine State Route im US-Bundesstaat Illinois, die in Ost-West-Richtung verläuft.
Die State Route beginnt an der Illinois State Route 48 in Decatur und endet nach 60 Kilometern in Monticello an der Interstate 72.

## Verlauf
In der Innenstadt von Decatur trifft die IL 105 auf den U.S. Highway 36 und auf die Illinois State Route 121. Im Osten der Stadt passiert sie den Decatur Airport. Östlich von Cerro Gordo überquert die State Route die Illinois State Route 32. Ab Bement verläuft sie in nördlicher Richtung und endet im Norden von Monticello an der I-72.